# Liste der Baudenkmäler in Erlangen/P
Diese Liste ist eine Teilliste der Liste der Baudenkmäler in Erlangen. Grundlage der Liste ist die Bayerische Denkmalliste, die auf Basis des bayerischen Denkmalschutzgesetzes vom 1. Oktober 1973 erstmals erstellt wurde und seither durch das Bayerische Landesamt für Denkmalpflege geführt und aktualisiert wird. Die folgenden Angaben ersetzen nicht die rechtsverbindliche Auskunft der Denkmalschutzbehörde.
Dieser Teil der Liste beschreibt die denkmalgeschützten Objekte in folgenden Straßen:
- Palmstraße
- Paul-Gordan-Straße
- Paul-Gossen-Straße
- Paulistraße
- Pfarrstraße
- Platenstraße

## Palmstraße
| Lage                       | Objekt           | Beschreibung                         | Akten-Nr.               | Bild           |
| -------------------------- | ---------------- | ------------------------------------ | ----------------------- | -------------- |
| Palmstraße 1, 3 (Standort) | Zweifamilienhaus | Expressionistischer Heimatstil, 1927 | D-5-62-000-523 Wikidata | weitere Bilder |
| Palmstraße 2, 4 (Standort) | Zweifamilienhaus | Expressionistischer Heimatstil, 1922 | D-5-62-000-524 Wikidata | weitere Bilder |

## Paul-Gordan-Straße
| Lage                                         | Objekt                                                                                     | Beschreibung | Akten-Nr.                         | Bild                                                                                       |
| -------------------------------------------- | ------------------------------------------------------------------------------------------ | --- | --------------------------------- | ------------------------------------------------------------------------------------------ |
| Paul-Gordan-Straße 3, 5 (Standort)           | Ehemaliges Mannschaftsgebäude der Artilleriekaserne                                        | Dreigeschossig, reich gegliedert durch Risalite, polychromes Rohziegelmauerwerk, 1900 (Gebäude Nr. 4025); siehe auch Artilleriestraße | D-5-62-000-928 zugehörig Wikidata | weitere Bilder                                                                             |
| Paul-Gordan-Straße 6, 8, 10 (Standort)       | Ehemalige Stallungen der Artilleriekaserne                                                 | Erdgeschossig, 1900, 1912 erweitert (Gebäude Nr. 4015); siehe auch Artilleriestraße                                                   | D-5-62-000-928 zugehörig Wikidata | weitere Bilder                                                                             |
| Paul-Gordan-Straße 7 (Standort)              | Ehemaliges östliches Reithaus der Artilleriekaserne                                        | Erdgeschossig, bezeichnet „1900“ (Gebäude Nr. 4027) Siehe auch Artilleriestraße.                                                      | D-5-62-000-928 zugehörig Wikidata | weitere Bilder                                                                             |
| Paul-Gordan-Straße 13 (Standort)             | Ehemaliges Wagenhaus zur Unterbringung der leichten Munitionskolonne der Artilleriekaserne | 1900, 1907 verändert (Gebäude Nr. 4032) Siehe auch Artilleriestraße.                                                                  | D-5-62-000-928 zugehörig Wikidata | Ehemaliges Wagenhaus zur Unterbringung der leichten Munitionskolonne der Artilleriekaserne |
| Paul-Gordan-Straße 15, 17, 19, 21 (Standort) | Ehemaliges Kolonnengebäude der Artilleriekaserne                                           | Dreiteiliger Bau mit zweigeschossigem Mittelteil, 1900 (Gebäude Nr. 4033); siehe auch Artilleriestraße                                | D-5-62-000-928 zugehörig Wikidata | weitere Bilder                                                                             |

## Paul-Gossen-Straße
| Lage                              | Objekt               | Beschreibung | Akten-Nr.       | Bild |
| --------------------------------- | -------------------- | --- | --------------- | ---- |
| Paul-Gossen-Straße 119 (Standort) | Appartement-Hochhaus | elfgeschossiger Wohnturm mit Flachdach und gefächerter Grundlinie, nach Planung der Siemens-Schuckert-Werke, 1956/57 | D-5-62-000-1459 | BW   |

## Paulistraße
| Lage                      | Objekt                          | Beschreibung                                                                         | Akten-Nr.               | Bild                            |
| ------------------------- | ------------------------------- | ------------------------------------------------------------------------------------ | ----------------------- | ------------------------------- |
| Paulistraße 2 (Standort)  | Bürgerhaus                      | Zweigeschossiger Eckbau mit Walmdach und Zwerchhaus, 1707                            | D-5-62-000-526 Wikidata | weitere Bilder                  |
| Paulistraße 3 (Standort)  | Ehemaliges Gasthaus Stadt Paris | Stattlicher zweiflügeliger Eckbau mit Walmdächern, Erdgeschoss Sandsteinquader, 1705 | D-5-62-000-527 Wikidata | Ehemaliges Gasthaus Stadt Paris |
| Paulistraße 4 (Standort)  | Bürgerhaus                      | Dreigeschossiger Traufseitbau, Sandsteinquader, 1707                                 | D-5-62-000-528 Wikidata | BW                              |
| Paulistraße 6 (Standort)  | Bürgerhaus                      | Zweigeschossiger Traufseitbau, Aufzugserker, 1704                                    | D-5-62-000-529 Wikidata | Bürgerhaus                      |
| Paulistraße 8 (Standort)  | Bürgerhaus                      | Zweigeschossiger Traufseitbau, Aufzugserker, 1698                                    | D-5-62-000-530 Wikidata | Bürgerhaus                      |
| Paulistraße 10 (Standort) | Gasthaus Schwarzer Ritter       | Zweiflügeliger Eckbau mit Walmdächern, Zwerchhäuser, 1702                            | D-5-62-000-531 Wikidata | weitere Bilder                  |
| Paulistraße 12 (Standort) | Bürgerhaus                      | Zweiflügeliger Eckbau mit Walmdächern, um 1700                                       | D-5-62-000-532 Wikidata | weitere Bilder                  |

## Pfarrstraße
| Lage                       | Objekt                               | Beschreibung | Akten-Nr.               | Bild                                 |
| -------------------------- | ------------------------------------ | --- | ----------------------- | ------------------------------------ |
| Pfarrstraße 1 a (Standort) | Wohnhaus                             | Zweigeschossig, mit erkerartigem Vorbau, Neubarockfassade, um 1910/20 | D-5-62-000-533 Wikidata | Wohnhaus                             |
| Pfarrstraße 3 (Standort)   | Bürgerhaus                           | Zweigeschossiger Walmdach-Eckbau, Sandsteinquader, Aufzugserker, vor 1749 | D-5-62-000-534 Wikidata | Bürgerhaus                           |
| Pfarrstraße 4 (Standort)   | Bürgerhaus                           | Zweigeschossiger Traufseitbau, Zwerchhaus, zweite Hälfte 18. Jahrhundert | D-5-62-000-535 Wikidata | Bürgerhaus                           |
| Pfarrstraße 5 (Standort)   | Bürgerhaus                           | Zweigeschossiger Traufseitbau, Sandsteinquader, 1707, erneuert 1925 | D-5-62-000-536 Wikidata | Bürgerhaus                           |
| Pfarrstraße 6 (Standort)   | Ehemaliges Altstädter Pfarrhaus      | Zweigeschossiger Traufseitbau, Sandsteinquader, um 1770 | D-5-62-000-537 Wikidata | Ehemaliges Altstädter Pfarrhaus      |
| Pfarrstraße 7 (Standort)   | Bürgerhaus                           | Zweigeschossiger Traufseitbau, Erdgeschoss Sandsteinquader, 18. Jahrhundert | D-5-62-000-538 Wikidata | Bürgerhaus                           |
| Pfarrstraße 9 (Standort)   | Bürgerhaus                           | Zweigeschossiger Traufseitbau, Aufzugerker, 1732 | D-5-62-000-539 Wikidata | Bürgerhaus                           |
| Pfarrstraße 11 (Standort)  | Bürgerhaus                           | Zweigeschossiger Walmdach-Eckbau, Schleppgauben, 1731 | D-5-62-000-540 Wikidata | Bürgerhaus                           |
| Pfarrstraße 13 (Standort)  | Bürgerhaus, früheres Wildmeisterhaus | Von der Straße zurückgesetzter zweigeschossiger Giebelbau, Erdgeschoss Sandsteinquader, Anfang 18. Jahrhundert, Obergeschoss 1933 Rest der spätmittelalterlichen Stadtbefestigung, zum Teil überbaut | D-5-62-000-541 Wikidata | Bürgerhaus, früheres Wildmeisterhaus |
| Pfarrstraße 14 (Standort)  | Bürgerhaus                           | Zweigeschossiger Traufseitbau, Zwerchhaus, Mitte 18. Jahrhundert | D-5-62-000-542 Wikidata | weitere Bilder                       |
| Pfarrstraße 15 (Standort)  | Bürgerhaus                           | Zweigeschossiger Traufseitbau, Sandsteinquader 1769 Zum Teil in den Bau einbezogene spätmittelalterliche Stadtmauer                                                                                  | D-5-62-000-543 Wikidata | Bürgerhaus                           |
| Pfarrstraße 16 (Standort)  | Bürgerhaus                           | Zweigeschossiger Walmdach-Eckbau, Sandsteinquader, Aufzugserker, 1791 | D-5-62-000-544 Wikidata | Bürgerhaus                           |
| Pfarrstraße 18 (Standort)  | Bürgerhaus                           | Zweigeschossiger Traufseitbau, 1788/89, Mansarddach des 19. Jahrhunderts | D-5-62-000-546 Wikidata | weitere Bilder                       |
| Pfarrstraße 19 (Standort)  | Bürgerhaus                           | Zweigeschossiger Eckbau, etwa 1718/19 Über Teilstück der spätmittelalterlichen Stadtmauer | D-5-62-000-547 Wikidata | weitere Bilder                       |

## Platenstraße
| Lage                       | Objekt              | Beschreibung | Akten-Nr.                | Bild |
| -------------------------- | ------------------- | --- | ------------------------ | ---- |
| Platenstraße 16 (Standort) | Einfamilienwohnhaus | Zweiflügeliger Flachdachbau, nach Plan von 1963 des Architekten Wilhelm Schlegtendal errichtet; mit bauzeitlichem Innenausbau | D-5-62-000-1004 Wikidata | BW   |